# Redidoti
Redidoti (vertaald: rode aarde) is een dorp in het district Para in Suriname.
Het ligt dicht bij de Jodensavanne. Het dorp werd gesticht in 1930. De rooms-katholieke kerk werd gebouwd in de beginjaren en werd genoemd naar de vroegere schoolhoofd Johan Chelius die hier woonde.
De rode kleur van het zand was te zien wanneer het dorp vanaf de rivier genaderd werd. Later werd het dorp verplaatst toen 's Lands Bosbeheer in dit gebied actief werd. Van  2004 tot zijn dood in 2020 was Lesley Artist kapitein (dorpshoofd) van Redidoti. In 2022 was Marchiano Stuger de kapitein.
Het wordt voornamelijk bewoond door inheemse Surinamers van de volken Karaïben en de Arowakken. In 2022 telde het dorp 230 mensen.
De mensen in het dorp leven van landbouw (vooral ananasteelt), visvangst en de jacht. De vrouwen maken cassavebrood en inheemse kleding. Door de slechte economische situatie zijn bewoners daarnaast afhankelijk van de overheid en hulporganisaties.
Een andere inkomstenbron is het toerisme. In 2016 liet het een recreatieoord van drie hectare aanleggen ter compensatie van Blaka Watra, waarover het dorp tot 2002 het beheer had. Daarnaast beheert het de Jodensavanne en heeft het als trekpleisters de ananasvelden, het Cordonpad en het oerwoud.
Bij Redidoti ligt de Carolinabrug over de Surinamerivier.